# NGC 818
NGC 818 ist eine Balken-Spiralgalaxie vom Hubble-Typ SBbc im Sternbild Andromeda am Nordsternhimmel. Sie ist schätzungsweise 196 Millionen Lichtjahre von der Milchstraße entfernt und hat einen Durchmesser von etwa 165.000 Lj.

Im selben Himmelsareal befindet sich u. a. die Galaxie NGC 828.
Die Typ-II-Supernova SN 1992az wurde hier beobachtet.
Das Objekt wurde am 18. Oktober 1786 von dem deutsch-britischen Astronomen William Herschel entdeckt.